# Scaphiostreptus dorsovittatus
Scaphiostreptus dorsovittatus är en mångfotingart som beskrevs av Karl Wilhelm Verhoeff 1938. Scaphiostreptus dorsovittatus ingår i släktet Scaphiostreptus och familjen Spirostreptidae. Inga underarter finns listade i Catalogue of Life.